# Мирон Бялошевський
Мирон Бялоше́вський (30 червня 1922, Варшава — 17 червня 1983, Варшава) — польський поет, прозаїк, драматург і актор театру.

## Біографія
Народився та виріс у Варшаві в багатоквартирному будинку на вулиці Лешно, 99. Він був єдиним сином поштового службовця Зенона Бялошевського (1900—1979) та Казиміри, уродженої Перської (1901—1980).
Під час німецької окупації він склав іспит на зрілість середньої школи на таємних заняттях у 4-й державній гімназії для хлопчиків імені Адама Міцкевича. Він почав вивчати польську мову у (також таємному) Варшавському університеті, який так і не закінчив.
У 1942 році він разом з матір'ю переїхав до квартири у флігелі багатоквартирного будинку на вулиці Хлодна, 40, яку облаштував його батько після того, як територію на захід від вулиці Желязної виключили зі складу Варшавського гетто у грудні 1941 року. Під час окупації, у 1942—1944 роках, разом зі Станіславом Свеном Чахоровським керував підпільним театром Свена.

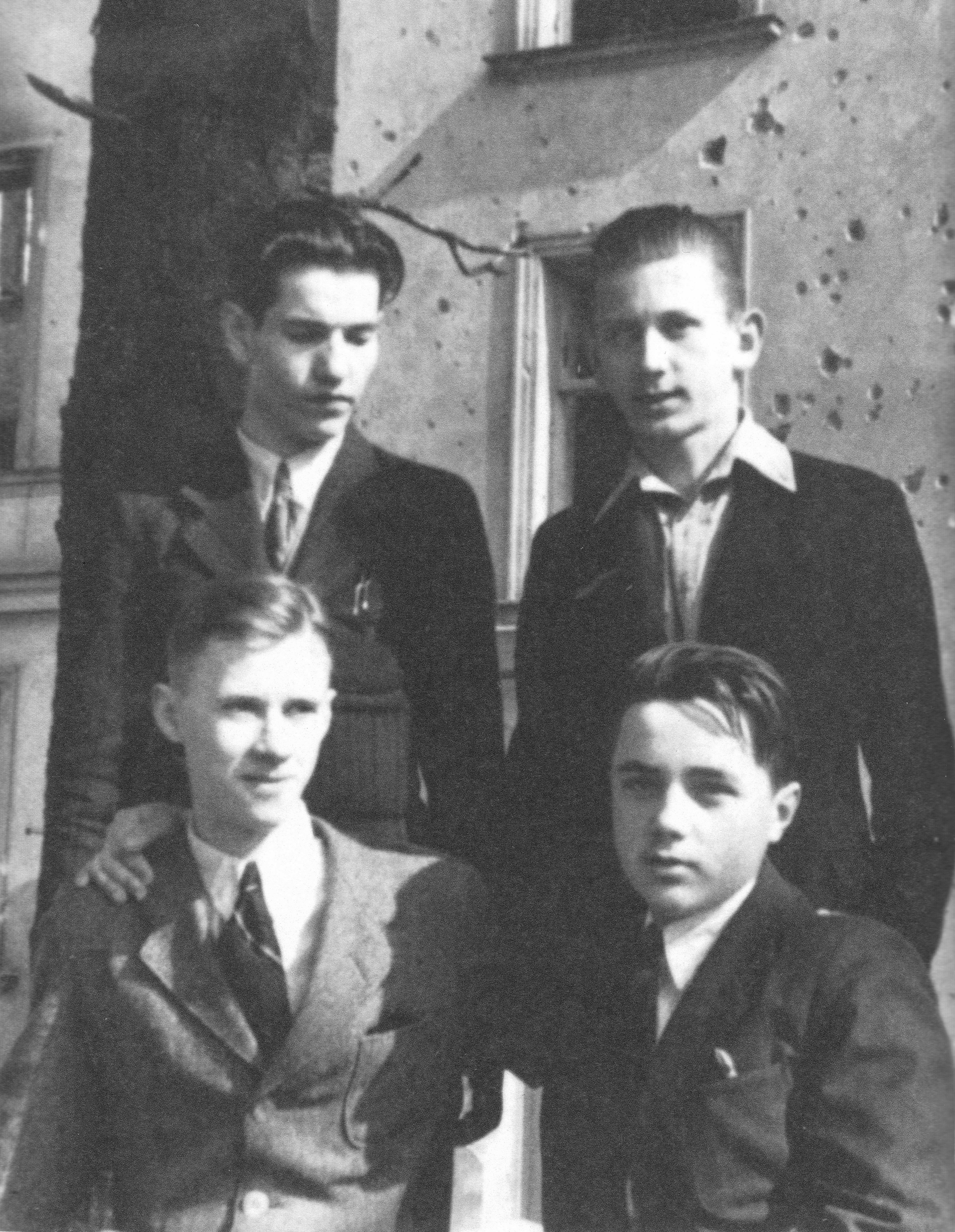
Мирон Бялошевський (перший зліва в нижньому ряду) зі Станіславом Свеном Чахоровським та колегами під час окупації (1942)

Він пережив Варшавське повстання серед цивільного населення. Під час години «W» 1 серпня 1944 року він перебував на вулиці Хлодній, звідки через кілька днів разом із населенням, яке тікало від німців, що наступали з боку Волі, опинився у Старому Місті. Незадовго до капітуляції цього району він пройшов каналізацією від площі Красінського до вулиці Варецької, а пізніше до Південного Середмістя. Після капітуляції повстання його відправили до табору в Прушкові, звідки його разом з батьком перевезли до тимчасового табору в Ламсдорфі (нині Ламбіновиці). Там вони зголосилися будувати газовий завод в Ополе, звідки втекли до Ченстохової та повернулися до Варшави в лютому 1945 року.
У 1945 році він та його родина оселилися в багатоквартирному будинку на вулиці Познанській, 37 у квартирі № 5. Після розлучення батьків він жив там сам, з мешканцем, відокремленим дерев'яною стіною, до 1958 року. Він почав працювати на Головній пошті (на вулиці Новогродзькій). Потім працював журналістом у «Kurier Codzienny», «Wieczorów Warszawy» та «Świat Młodych». У «Świat Młodych» він співпрацював з Вандою Хотомсько, підписуючи їхні спільні тексти псевдонімом Ванда Мирон. У 1947 році він опублікував вірш «Christ Powstania» у двотижневику «Warszawa» та оповідання «Ostatnia klasy» у тижневику «Walka Młodych». Він завершив свою журналістську діяльність у 1951 році.
Бялошевський належав до так званого покоління «Вспульчезності». Навесні 1955 року разом із Лехом Емфазі Стефанським, Людвіком Герінгом та Богуславом Хойнським він заснував експериментальний Театр на Тарчинській, де поставив свої чотири сценічні програми, зокрема п'єси «Вівісекція» та «Осмедеуше». Він також особисто брав участь у цих постановках (як актор) разом із Людмилою Муравською. Театр працював чотири роки у квартирі Леха Емфазі Стефанського на вулиці Тарчинській, 11.
Він дебютував у краківському «Literatürküste» у 1955 році в рамках прем'єри збірки п'яти поетів, нарівні з віршами Герберта та іншими, а його першу збірку віршів «Obroty rzeczy» опублікували в 1956 році. Потім він видав збірки поезії: «Rachunek zachciankowy» (1959), «Mylne wzruszenia» (1961) та «Było i bylo» (1965). За цей час він здобув велику популярність. Завдяки цьому та зусиллям впливових друзів і меценатів він отримав квартиру на пл. Домбровського, 7, кв. 13, де жив у 1958—1975 роках разом зі своїм супутником життя, художником Лєшеком Солінським. Солінський та Бялошевський познайомилися в часи «Малопольща-Краків». Їхні гомосексуальні стосунки стали причиною звільнення Бялошевського з редакції «Свята молодого» у 1953 році за порушення моралі. У 1959 році квартиру, яку займав Мирон Бялошевський на Домбровській площі у Варшаві, відвідали Жан-Поль Сартр та Сімона де Бовуар. Шість років по тому його відвідав Аллен Гінзберг. Він запропонував Бялошевському разом вживати ЛСД, але цього не сталося, попри бажання Бялошевського, оскільки його партнер Лешек Солінський заборонив йому проводити такі експерименти.
Після розпуску Театру на Тарчинській, разом з Муравською та Герінгом, він заснував власний театр у своїй квартирі на площі Домбровського, який діяв до 1963 року.
У 1970 році він став відомим як прозаїк — після публікації збірки «Спогади Варшавського повстання» (Pamiętnik z powstajowskiego), в якій він описав свій досвід Варшавського повстання через 26 років після жахів війни. Невдовзі опублікував наступні збірки прози: «Donosy prawdy» (Словники реальності, 1973), «Szumy, zlepy, pociągi» (Шуми, грудки, послідовності, 1976) та «Zawał» (Небо, 1977).
У 1976 році поет востаннє змінив місце проживання. Він переїхав до великого багатоквартирного будинку в Саській Кемпі на вулиці Лізбонській, 2, у квартиру № 62. Формально її надали його партнерці. Переїзд мав значні літературні наслідки. Коридор на 11-му поверсі будинку був місцем його мандрівок та простором для роздумів. Згодом він повернувся до поезії та опублікував нові збірки віршів. Він включив до них враження від пережитого року після переїзду до багатоповерхового будинку на вулиці Лізбонській у Хамові. Назва твору походить від назви, якою мешканці найстарішої частини Саської Кемпи називали нові багатоповерхові будинки, заселені випадковими орендарями в районі вулиць Атенської, З'єднаних Станів, Міжнародної та Лізбонської. Бялошевський не був автором цієї назви, але він переніс її в літературу.
Бялошевський помер 17 червня 1983 року після чергового серцевого нападу. Його поховали на Повонзківському кладовищі (секція 163, ряд I, місце 5).

## Твори
Після кожної назви та року видання у квадратних дужках наведено номер тому Зібрання творів Мирона Бялошевського, що видається видавництвом PIW з 1987 року та містить твори, вперше опубліковані в даній книзі.

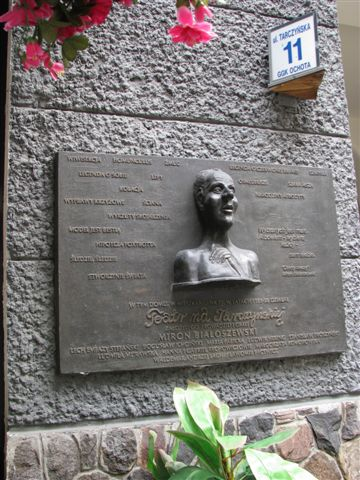
Пам'ятна дошка з бюстом поета, вирізьблена Віктором Гайдою, на стіні будинку за адресою вул. Тарчинська, 11 у Варшаві, де діяв Театр на Тарчинській.

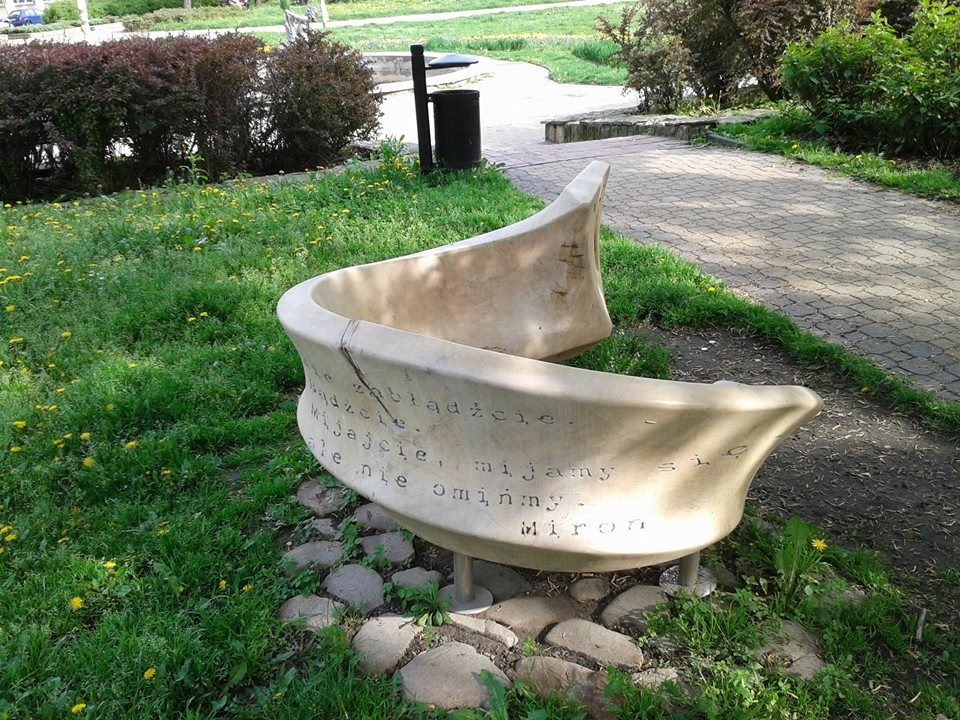
Miroławka на площі Домбровського у Варшаві

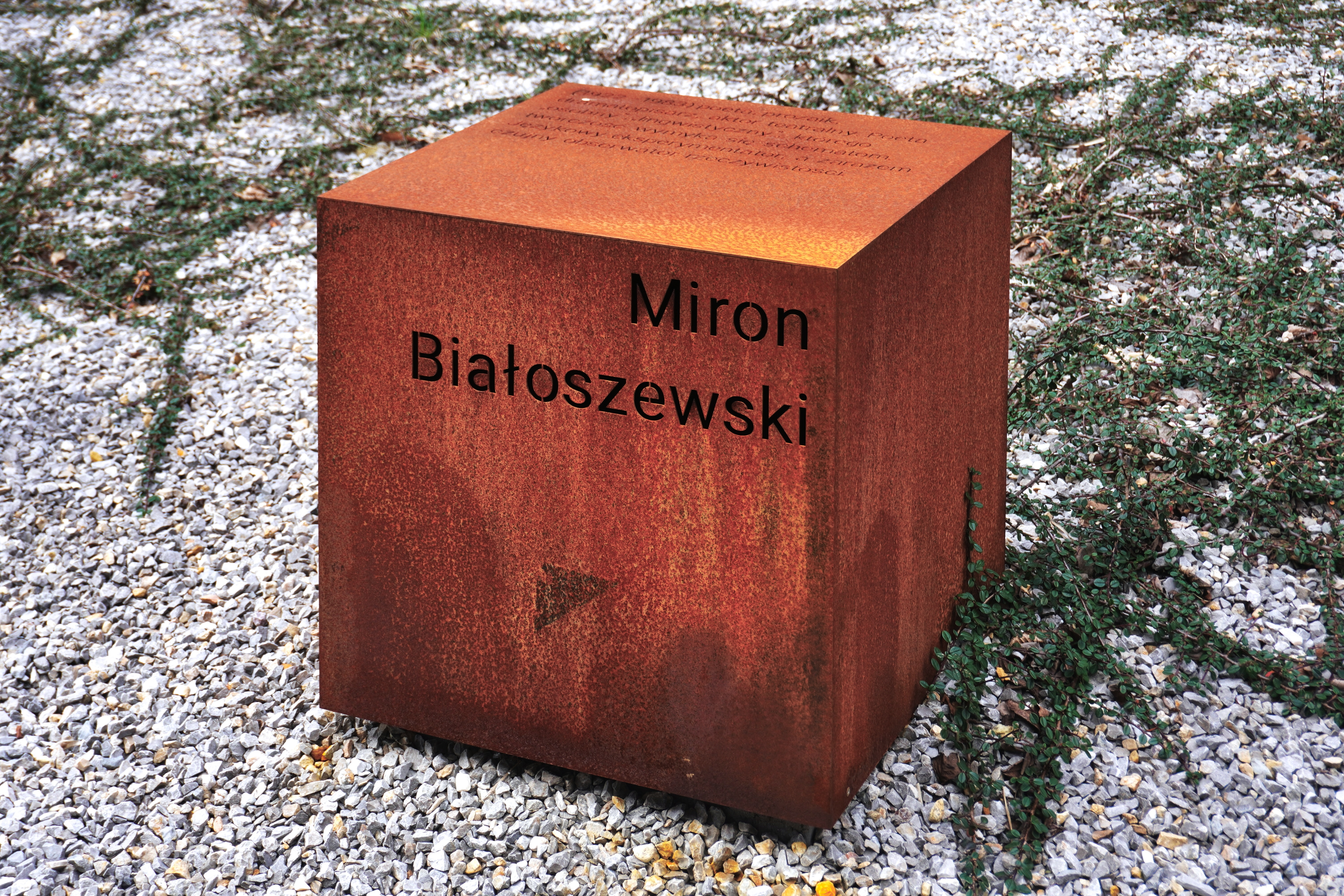
Куб пам'яті Мирона Білошевського на вулиці Поетів у житловому масиві Візйонеров у Кракові

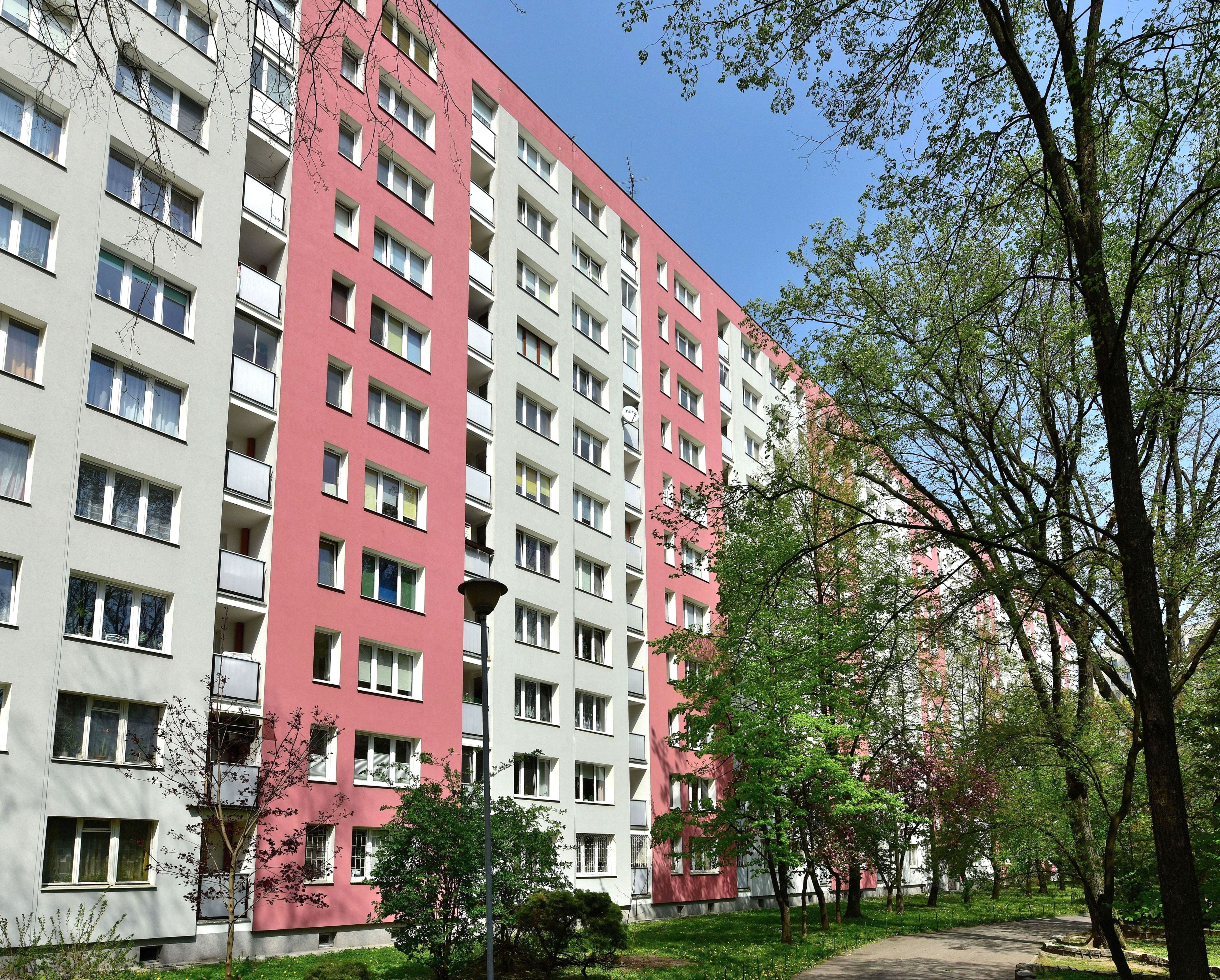
Квартира на вулиці Лізбоньській, 2 у Варшаві, де Мирон Бялошевський жив (у квартирі № 62) в останні роки свого життя. Район Хамово

### Поетичні томи
- Obroty rzeczy (Warszawa: PIW 1956) [1]
- Rachunek zachciankowy (Warszawa: PIW 1959) [1]
- Mylne wzruszenia (Warszawa: PIW 1961) [1]
- Było i było (Warszawa: PIW 1965) [1]
- Wiersze (Warszawa: PIW 1976) [7]
- Poezje wybrane (Warszawa: Ludowa Spółdzielnia Wydawnicza 1976) [7]
- Miron Białoszewski [w serii Poeci Polscy] (Warszawa: Czytelnik 1977) [7]
- Odczepić się (Warszawa: PIW 1978) [7]
- Wiersze wybrane i dobrane (Warszawa: Czytelnik 1980) [7]
- Trzydzieści lat wierszy (Warszawa: PIW 1982) [7]
- Oho (Warszawa: PIW 1985 – pośmiertnie) [10]
- Polot nad niskimi sferami (Warszawa: PIW 2017 – pośmiertnie) [13]
- Świat można jeść w każdym miejscu (Warszawa: PIW 2017 – pośmiertnie) [14]

### Том драматургії
- Teatr Osobny: 1955–1963 (Warszawa: PIW 1971) [2]

### Томи віршів і прози
- Rozkurz (Warszawa: PIW 1980) [8]
- Stara proza. Nowe wiersze (Warszawa: Czytelnik 1984) [9, 10]
- Obmapywanie Europy. Aaameryka. Ostatnie wiersze (Warszawa: PIW 1988 – pośmiertnie) [9, 10]

### Томи прози
- Pamiętnik z powstania warszawskiego (Warszawa: PIW 1970) [3]
- Donosy rzeczywistości (Warszawa: PIW 1973) [4]
- Szumy, zlepy, ciągi (Warszawa: PIW 1976) [5]
- Zawał (Warszawa: PIW 1977) [6]
- Przepowiadanie sobie (Warszawa: PIW 1981) [9]
- Konstancin (Warszawa: PIW 1991 – pośmiertnie) [9]
- Chamowo (Warszawa: PIW 2009 – pośmiertnie) [11]
- Tajny dziennik (Kraków: Znak 2012 – pośmiertnie)
- Proza stojąca, proza lecąca (Warszawa: PIW 2015 – pośmiertnie) [12]
- Na każdym rogu ta sama truskawka. 1946−1950 (Wydawnictwo Dowody na Istnienie Warszawa 2022 – pośmiertnie)

### Повне зібрання творів
- Tom 1: Obroty rzeczy. Rachunek zachciankowy. Mylne wzruszenia. Było i było, Państwowy Instytut Wydawniczy, ISBN 978-83-64822-30-8
- Tom 2: Teatr osobny, wyd. 2 PIW, Warszawa 2015, ISBN 978-83-64822-28-5
- Tom 3: Pamiętnik z powstania warszawskiego, wyd. 2, PIW, Warszawa 2014, ISBN 978-83-06-03364-9
- Tom 4: Donosy rzeczywistości, wyd. 2, PIW, Warszawa 2013, ISBN 978-83-06-03355-7
- Tom 5: Szumy, zlepy, ciągi, wyd. 2, PIW, Warszawa 2014, ISBN 978-83-06-03358-8
- Tom 6: Zawał, wyd. 2 PIW, Warszawa 2014, ISBN 978-83-06033-63-2
- Tom 7: Odczepić się i inne wiersze, wyd. 2 PIW, Warszawa 2016, ISBN 978-83-64822-42-1
- Tom 8: Rozkurz, wyd. 2 PIW, Warszawa 2015, ISBN 978-83-64822-29-2
- Tom 9: Małe i większe prozy, wyd. 2 PIW, Warszawa 2017, ISBN 978-83-64822-91-9
- Tom 10: „Oho” i inne wiersze, PIW, Warszawa 2017, ISBN 978-83-06-03375-5
- Tom 11: Chamowo, PIW, Warszawa 2009, ISBN 978-83-06032-26-0
- Tom 12: Proza stojąca, proza lecąca, PIW, Warszawa 2015, ISBN 978-83-64822-04-9
- Tom 13: Polot nad niskimi sferami, PIW, Warszawa 2017, ISBN 978-83-64822-73-5
- Tom 14: Świat można jeść w każdym miejscu, PIW, Warszawa 2017, ISBN 978-83-06-03375-5

## Нагороди
- Лауреат Варшавської премії (1980)[15]
- Нагорода Міністра культури і мистецтва 2-го ступеня[16]

## Вшанування пам'яті
- Іменем Мирона Білошевського названі вулиці в Ченстохові, Гарволіні, Гданську[17], Тарнові[18] та Вроцлаві[19].
- Пам'ятна дошка на честь театру на вулиці Тарчинській з бюстом Мирона Бялошевського, відкрита у 1999 році за адресою вулиця Тарчинська, 11 у Варшаві[20]. Автором скульптури був Віктор Гайда[21].
- Пам'ятна дошка на вулиці Познанській 37 у Варшаві[22].
- У 2005 році було знято фільм «Кілька людей, трохи часу» режисера Анджея Баранського. Це історія знайомства Мирона Бялошевського зі сліпою поетесою Ядвігою Станчаковою. Головні ролі у фільмі виконали Анджей Гудзяк та Кристина Янда.
- У жовтні 2012 року комунальний заклад, розташований між вулицею Маршалковською та площею Яна Генрика Домбровського, отримав назву Dreptak Miron Białoszewski.
- У червні 2013 року на площі Домбровського, поблизу будинку номер 7, де жив Мирон Бялошевський, було відкрито скульптуру у формі лавки – «Миролавка». Вона була виготовлена з дерева тополі, що росла під вікном поета[23] до 2010 року, яку він описав, серед іншого, у своїй праці «Шуми, злепах, тресцях»[24].
- У червні 2019 року в коридорі 11-го поверху багатоквартирного будинку за адресою вул. Лізбонська, 2, було відкрито інсталяцію у вигляді абстрактної скульптури у вітрині, розроблену Войцехом Бьонковським; проте через кілька днів її було знищено невідомими зловмисниками[25]. Того ж місяця на будівлі було відкрито пам'ятну дошку.
- 30 червня 2022 року в обіг надійшла поштова марка із зображенням Мирона Бялошевського. Автором дизайну був Пйотр Мишка[26].